# Kanton Aignay-le-Duc
Kanton Aignay-le-Duc (francouzsky Canton d'Aignay-le-Duc) je francouzský kanton v departementu Côte-d'Or v regionu Burgundsko. Tvoří ho 16 obcí.

## Obce kantonu
- Aignay-le-Duc
- Beaulieu
- Beaunotte
- Bellenod-sur-Seine
- Busseaut
- Duesme
- Échalot
- Étalante
- Mauvilly
- Meulson
- Minot
- Moitron
- Origny
- Quemigny-sur-Seine
- Rochefort-sur-Brévon
- Saint-Germain-le-Rocheux